# Institut de biotechnologie d'Osaka
L’institut de biotechnologie d'Osaka au Japon, situé à Suita, est consacré à l'étude des sciences de la vie. Ses chercheurs y ont découvert la protéine pikachurine rétinienne.